# Кончаны (Могилёвская область)
Кончаны (бел. Канчаны) — деревня в Бобруйском районе Могилёвской области Беларуси. Входит в состав Слободковского сельсовета.

## География
Деревня находится в юго-западной части Могилёвской области, к востоку от железнодорожной линии Бобруйск — Рабкор, на расстоянии приблизительно 4 километров (по прямой) к юго-западу от города Бобруйска, административного центра района. Абсолютная высота — 150 метров над уровнем моря.

## История
Деревня известна с XVIII века.
По состоянию на 1907 год, в Кончанах имелось 23 двора и проживало 215 человек. В административном отношении входила в состав Горбацевичской волости Бобруйского уезда Минской губернии.

## Население
По данным переписи 2019 года, в деревне проживало 33 человека.
| Год  | Население, человек |
| ---- | ------------------ |
| 1847 | 58                 |
| 1897 | ↗ 146              |
| 1907 | ↗ 215              |
| 1917 | ↗ 292              |
| 1959 | ↗ 840              |
| 1970 | ↘ 153              |
| 1986 | ↘ 147              |
| 2007 | ↘ 60               |
| 2009 | ↗ 63               |
| 2019 | ↘ 33               |